# Бейский район
Бе́йский райо́н (хак. Пии аймағы) — административно-территориальная единица  и муниципальное образование (муниципальный район) в составе Республики Хакасия Российской Федерации.
Административный центр — село Бея.

## География
Бейский район расположен на юго-востоке Республики Хакасия. Граничит с Аскизским, Алтайским, Усть-Абаканским и Таштыпским районами.
На территории района находится городской округ город Саяногорск. Общая протяжённость административной границы составляет 448 км. Площадь района 4,5 тыс. км²; в состав входят 9 сельских администраций (территориальных управлений), 28 сельских населённых пунктов.
Рельеф холмисто-равнинный (северная часть) и горный (южная)  (Джойский хребет Западного Саяна). Высоты 1700—1800 м. Природные зоны: степь, лесостепь, смешанные леса, тайга. Флора и фауна разнообразны. Многие виды животных и птиц занесены в Красную книгу. Климат района резко континентальный. Продолжительность вегетационного периода 157 дней, зимнего 170 дней. Средняя температура января: −19… −20 °C. Сумма осадков в степи 350—500 мм, в горах 1000 мм в год. Сильные ветра западного и юго-западного направления.
Основные реки: Енисей и Абакан. Притоки: Бея, Табат, Уй, Соc, Джой и др. Много озёр и замкнутых водоёмов. Наиболее крупные: озёра Утиное, Чёрное, Сосновое. Месторождения полезных ископаемых: Кибик-Кордонское (мрамор, гранит), Восточно-Бейское (каменные угли), запасы строительных (нерудных) материалов, соли.

## История
Впервые статус административной единицы земля Бейская приобрела в 1884 году, став Бейской волостью Енисейской губернии, а с 1924 года — Бейским районом.
Район образован приказом Енисейского губисполкома от 4 апреля 1924 года в составе Бейской и Иудинской волостей, трёх сёл Каптыревской и восьми сёл Ново-Михайловской волости. Бейский район входил в состав Минусинского уезда Енисейской губернии.
1 октября 1933 года район был упразднён, населённые пункты распределены между Аскизским, Минусинским и Ермаковским районами.
В 1935 году Бейский район выделен из Аскизского и Минусинского районов. 5 января 1944 года часть территории Бейского района была передана в новый Алтайский район. В 1963 году район присоединён к Алтайскому району. В 1965 году район выделен как самостоятельный административный район Хакасской автономной области. 26 сентября 2002 года приобрел статус муниципального образования, а в дальнейшем, муниципального района.
На территории района сохранилось 284 кургана, 3 памятника Орхоно-Енисейской письменности, установлены 23 обелиска воинам-землякам, погибшим в годы Великой Отечественной войны (на фронт ушло 4412 человек, вернулись 1268), 2 памятника красным партизанам, 5 мемориальных досок. Издаётся районная газета «Саянская заря», работает местная телестудия («ТВ Бея»).

## Население
| 1959    | 1970    | 1979    | 1989    | 2002    | 2003    | 2004    | 2005    | 2006    |
| ------- | ------- | ------- | ------- | ------- | ------- | ------- | ------- | ------- |
| 23 524  | ↗39 227 | ↘22 282 | ↘21 418 | ↘21 100 | →21 100 | ↘19 200 | ↘19 100 | ↘19 000 |
| 2007    | 2008    | 2009    | 2010    | 2011    | 2012    | 2013    | 2014    | 2015    |
| ↗19 100 | ↗19 200 | ↗21 593 | ↘19 305 | ↘19 300 | ↗19 384 | ↘19 219 | ↘18 703 | ↘18 386 |
| 2016    | 2017    | 2018    | 2019    | 2020    | 2021    |         |         |         |
| ↘17 963 | ↘17 688 | ↘17 495 | ↘17 272 | ↘17 028 | ↗17 926 |         |         |         |

### Национальный состав
Население  21,2 тыс. человек (01.01.2004 г.), в том числе русские (преобладают), украинцы, хакасы, немцы, мордва, чуваши и др. Средняя плотность населения 4,6 чел./км². Среднесписочная численность занятых 5460 человек, количество зарегистрированных безработных 283 человек (01.01.2002 г.).

## Административное деление
Бейский район как административно-территориальная единица включает 9 сельсоветов.
В состав одноимённого муниципального района входят 8 муниципальных образований со статусом сельских поселений.
| № | Муниципальное образование                 | Административный центр | Количество населённых пунктов | Население (чел.) | Площадь (км²) |
| - | ----------------------------------------- | ---------------------- | ----------------------------- | ---------------- | ------------- |
| 1 | Бейский сельсовет                         | село Бея               | 2                             | ↗5314            | 715,49        |
| 2 | Большемонокский сельсовет                 | село Большой Монок     | 4                             | ↗904             | 242,93        |
| 3 | Бондаревский сельсовет                    | село Бондарево         | 5                             | ↗1992            | 65,21         |
| 4 | Кирбинский сельсовет                      | село Кирба             | 1                             | ↗1411            | 20,85         |
| 5 | Куйбышевский сельсовет                    | село Куйбышево         | 5                             | ↗1637            | 3,30          |
| 6 | Новоенисейский сельсовет                  | село Новоенисейка      | 3                             | ↘1771            | 0,19          |
| 7 | Новотроицкий сельсовет (до мая 2018 года) | село Новотроицкое      | 1                             | ↘656             | 178,00        |
| 8 | Сабинский сельсовет                       | село Сабинка           | 4                             | ↗2634            | 7,97          |
| 9 | Табатский сельсовет                       | село Табат             | 3                             | ↗2263            | 41,20         |

Новотроицкий сельсовет 3 мая 2018 года упразднен  с передачей в состав Бейского сельсовета.

### Населённые пункты
В Бейском районе 28 населённых пунктов.
| №  | Населённый пункт | Тип     | Население | Муниципальное образование |
| -- | ---------------- | ------- | --------- | ------------------------- |
| 1  | Бея              | село    | ↘4635     | Бейский сельсовет         |
| 2  | Богдановка       | деревня | ↘91       | Бондаревский сельсовет    |
| 3  | Большой Монок    | село    | ↘570      | Большемонокский сельсовет |
| 4  | Бондарево        | село    | ↘1586     | Бондаревский сельсовет    |
| 5  | Будёновка        | деревня | ↗462      | Табатский сельсовет       |
| 6  | Верх-Киндирла    | аал     | ↘200      | Бондаревский сельсовет    |
| 7  | Дехановка        | деревня | ↘91       | Бейский сельсовет         |
| 8  | Дмитриевка       | деревня | ↘155      | Новоенисейский сельсовет  |
| 9  | Калы             | деревня | ↘674      | Сабинский сельсовет       |
| 10 | Кирба            | село    | ↗1411     | Кирбинский сельсовет      |
| 11 | Койбалы          | аал     | ↘301      | Куйбышевский сельсовет    |
| 12 | Красный Катамор  | деревня | ↘107      | Сабинский сельсовет       |
| 13 | Красный Ключ     | аал     | ↘249      | Большемонокский сельсовет |
| 14 | Куйбышево        | село    | ↘669      | Куйбышевский сельсовет    |
| 15 | Малый Монок      | деревня | ↘179      | Большемонокский сельсовет |
| 16 | Маткечик         | аал     | ↘246      | Бондаревский сельсовет    |
| 17 | Новоенисейка     | село    | ↗1071     | Новоенисейский сельсовет  |
| 18 | Новокурск        | деревня | ↗1168     | Сабинский сельсовет       |
| 19 | Новониколаевка   | деревня | ↘535      | Новоенисейский сельсовет  |
| 20 | Новотроицкое     | село    | ↘656      | Новотроицкий сельсовет    |
| 21 | Сабинка          | село    | ↘902      | Сабинский сельсовет       |
| 22 | Табат            | село    | ↘1534     | Табатский сельсовет       |
| 23 | Усть-Киндирла    | деревня | ↘253      | Табатский сельсовет       |
| 24 | Усть-Сос         | аал     | ↘81       | Большемонокский сельсовет |
| 25 | Усть-Табат       | деревня | ↘15       | Бондаревский сельсовет    |
| 26 | Уты              | деревня | ↘180      | Куйбышевский сельсовет    |
| 27 | Чаптыков         | аал     | ↘229      | Куйбышевский сельсовет    |
| 28 | Шалгинов         | аал     | ↘245      | Куйбышевский сельсовет    |

## Экономика и инфраструктура
Основное направление хозяйства: агропромышленное. Здесь находятся 9 акционерных обществ, 5 обществ с ограниченной ответственностью, 3 муниципальных сельскохозяйственных предприятия, 143 крестьянских фермерских хозяйства. Удельный вес Бейского района в общереспубликанских основных показателях сельского хозяйства составляет: в производстве мяса — 12,8 %, молока — 14,5 %, поголовье крупного рогатого скота — 14,2 %, посевной площади сельскохозяйственных культур — 16,1 % (2002). Крупнейшее предприятие: ООО «Восточно-Бейский разрез» (добыча угля открытым способом (1 млн. 300 тыс. т). На территории района расположены крупнейшие промышленные объекты РХ и РФ: Саяно-Шушенская ГЭС, Саянский алюминиевый завод. Проходят автомобильные дороги регионального, межмуниципального и местного  значения, железная дорога промышленного значения. В районе работаеи 9 средних общеобразовательных школ, 7 начальных школ, центр детского творчества, ДЮСШ, школа-сад «Родничок», коррекционная школа-интернат, вечерняя школа. Централизованная библиотечная система насчитывает 23 библиотеки (12,8 тыс. читателей). Действуют 24 учреждения клубного типа, в том числе районный дом культуры, 16 сельских ДК и 7 сельских клубов. Центральная районная больница включает поликлинику (300 посещений в смену), стационар на 135 коек, 2 участковых больницы, 5 амбулаторий, 25 фельдшерско-акушерских пунктов.